# Aeroportul Kurwina
Aeroportul Kurwina (IATA: KWV) este un aeroport din Autonomous Region of Bougainville⁠(d), Papua Noua Guinee.
aeroportul dispune de o singură pistă.